# Подвиг народу (база даних)
Подвиг народу у Великій Вітчизняній війні 1941–1945 рр. («По́двиг Наро́да в Вели́кой Оте́чественной войне́ 1941–1945 гг.») — електронний узагальнений банк даних, документи в якому відносяться до зазначеного у назві періоду.
У базі зберігаються документи Центрального архіву Міністерства оборони Російської Федерації (ЦАМО), а саме справи щодо нагородження та документи з оперативного керування бойовими діями. До бази планується внести дані про 30 мільйонів нагороджень періоду бойових дій 1941–1945 років. Всього буде відкрито доступ до понад 200 000 архівних справ з загальним обсягом близько 100 мільйонів аркушів.
Станом на 28 вересня 2012 року в базі зберігається інформація про 12 670 837 нагороджених.

## Історія
Ініціатором проєкту виступив Департамент розвитку інформаційних та телекомунікаційних технологій Міністерства оборони РФ, телекомунікаційну підтримку здійснює ПАТ «Ростелеком».
Створенням бази займається ЗАТ НВО «Опит» (рос. ЗАО НПО «Опыт»), загальна вартість робіт за проєктом — 22 млн рублів. Технічну реалізацію проєкту здійснює корпорація «Електронний архів» (рос. «Электронный архив»).
На офіційному сайті Міноборони Росії проєкт називають безпрецедентним та таким, що не має аналогів у світі..
Сайт було запущено у квітні 2010 року. Закінчення робіт заплановано на грудень 2012 року. У відкритому доступі архів знаходиться за адресою http://www.podvignaroda.mil.ru/. Для роботи з сайтом необхідне встановлення Adobe Flash. За адресою http://195.68.154.73/podvig[недоступне посилання з квітня 2019] знаходиться мобільна версія сайту.

## Проблема обмеження доступу
Після червня 2010 року база даних не поповнювалась протягом шести місяців. Оновлення відбулось 8 грудня 2010 року, до розділу «Герої війни» було додано дані про 71 053 нагородження, з'явилась можливість підписуватись на повідомлення про оновлення в базі даних електронною поштою.
При цьому на головній сторінці сайту з'явилось повідомлення «Інформація обмеженого доступу, що передбачено законодавством Російської Федерації, у складі загальної бази даних „Подвиг народу у Великій Вітчизняній війні 1941–1945 рр.“ не публікується» (рос. «Информация ограниченного доступа, предусмотренная законодательством Российской Федерации, в составе ОБД „Подвиг народа в Великой Отечественной войне 1941–1945 гг.“ не публикуется»). Було закрито доступ до даних нагородних листів військкоматів призваних військовослужбовців, а також дані щодо адрес їх родичів. Ці дані були заретушовані та тепер недоступні при перегляді та у пошуку.
На початку 2010 року подібні обмеження вже вводились на іншому ресурсі Міноборони Росії, УБД «Меморіал», однак тоді вдалось домогтись повернення всіх даних. У цьому випадку обмеження доступу до персональних даних (які можуть суттєво полегшити ідентифікацію рештків військовиків пошуковими загонами) також викликало негативну реакцію суспільства. 12 грудня 2010 року учасники форуму Солдат.ru звернулись з листом до Президента Росії, Прем'єр-міністра Уряду Росії, Голові Ради Федерації Федеральних Зборів Росії з проханням відновити доступ до закритої інформації.. За два дні з'явилась інформація, що президент дав доручення Міністру оборони Росії розібратись в ситуації.. На початку січня 2011 року представник компанії «Електронний архів» повідомив, що Міноборони дало розпорядження повернути на сайт інформацію про військкомати та пошук за ними, але не за адресами..